# Bob Greenaway
Arthur Robert „Bob“ Greenaway (* 5. April 1928 in Swindon; † 29. September 2004 ebenda) war ein englischer Fußballspieler.

## Karriere
Greenaway spielte als Jugendlicher im nahe Swindon gelegenen Purton beim örtlichen Fußballklub. Zum Ende der Saison 1946/47 kam er als Testspieler zu Plymouth Argyle und nahm auch an der Saisonvorbereitung teil. Nach mehreren Testspielen und einem Einsatz für das Reserveteam wurde er im August 1947 mit einem Profivertrag ausgestattet. Die folgenden Jahre schaffte er aber nicht den Sprung in die zweitklassig spielende erste Mannschaft und blieb als Halbstürmer aufgeboten auf Einsätze für das Reserveteam in der Football Combination limitiert. Im April 1949 fand er lobende Erwähnung angesichts eines 5:2-Ligapokalerfolgs über die Reserve von Swindon Town, so schrieb ein Korrespondent in der Western Morning News: „Argyles wahre Stärke lag im Innensturmtrio Edds, Greenaway und Robertson“.
Im Mai 1950 wechselte er zu Exeter City in die Football League Third Division South, dem Klub war er von seinem früheren Mannschaftskameraden Ray Goddard empfohlen worden, der ein halbes Jahr zuvor zu Exeter gewechselt war. Die beiden Halbstürmerpositionen waren im Saisonverlauf zumeist wahlweise durch Angus Mackay, Dick Smart und Joe Lynn besetzt, unter Trainer George Roughton kam Greenaway lediglich im April 1951 bei einer 0:5-Auswärtsniederlage gegen den FC Millwall zum Einsatz. Nach einem Jahr zog er weiter zum walisischen Klub Swansea Town. Auch dort kam er trotz positiver Erwähnungen und mehrerer Torerfolge ebenfalls ausschließlich im Reserveteam zum Zug, am Saisonende wurde ihm ein ablösefreier Abgang gestattet.
Im August 1953 wurde er nach einem Testspiel von Chippenham United, einem Klub der Western League verpflichtet. In der Presse wurde er anschließend als in Swindon wohnhafter Spieler vorgestellt, der laut Vereinsangaben in der Vorsaison regelmäßig für Headington United in der Southern League gespielt hat. Bei Headington finden sich allerdings keine Pflichtspieleinsätze für Greenaway. Bei Chippenham spielte Greenaway bis 1955, in der Saison 1954/55, „der möglicherweise schlechtesten der Vereinsgeschichte“, hatte er vier Treffer erzielt. Im Sommer 1955 wechselte er innerhalb der Western League zu Frome Town, bei denen er zunehmend in der Läuferreihe aufgeboten wurde. Sein Name findet sich bis 1957 in Aufstellungen.